# وفاة وجنازة مصطفى كمال أتاتورك

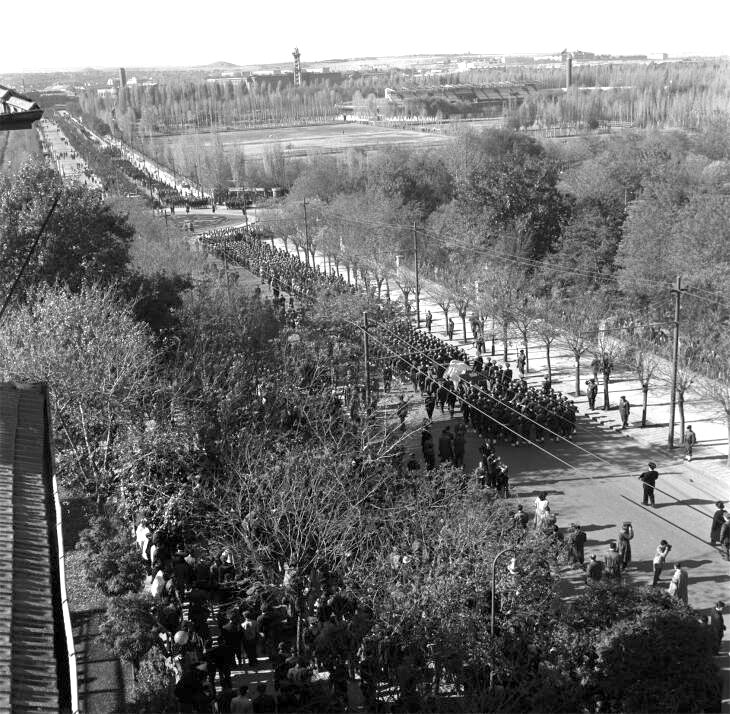

توفي مصطفى كمال أتاتورك، أول رئيس للجمهورية التركية، في قصر دولماباهتشي، مقر إقامته الرسمي في إسطنبول، في 10 نوفمبر 1938. وعقدت جنازته الرسمية في العاصمة أنقرة في 21 نوفمبر، وحضرها شخصيات بارزة من سبعة عشر دولة. بقيت جثته في متحف الإثنوغرافيا في أنقرة حتى 10 نوفمبر 1953، وهي الذكرى الخامسة عشرة لوفاته، عندما نُقلت رفاته إلى المثوى الأخير في أنيتكابير.

## الصحة والموت
خلال عام 1937، بدأت تظهر مؤشرات تدهور صحة أتاتورك. في عام 1938، بينما كان في رحلة إلى يالوفا، عانى من مرض خطير. بعد فترة قصيرة من العلاج في يالوفا، لوحظ تحسن واضح في صحته، لكن حالته تدهورت مرة أخرى بعد رحلاته الأولى إلى أنقرة، ثم إلى مرسين وأضنة. عند عودته إلى أنقرة في مايو، أوصي بالذهاب إلى اسطنبول للعلاج، حيث تم تشخيصه بتليف الكبد.
وخلال إقامته في اسطنبول، بذل جهدا لمواكبة أسلوب حياته المعتاد لفترة من الوقت، وترأس اجتماع مجلس الوزراء، والعمل على قضية حطاي، واستضافة الملك كارول الثاني ملك رومانيا خلال زيارته في يونيو. بقي على متن يخته الذي وصل حديثًا، سافارونا، حتى نهاية يوليو، وبعد ذلك تدهورت صحته مرة أخرى ثم انتقل إلى غرفة مرتبة له في قصر دولماباهتشي.
أعلنت شهادة وفاة أتاتورك، التي وقعها تسعة أساتذة طبيين، رسميًا أن مؤسس ورئيس الجمهورية التركية قد توفي في الساعة 09:05 بالتوقيت المحلي في 10 نوفمبر 1938، في مقر إقامة قصر دولماباهتشي في اسطنبول بسبب مرضه الطويل الأمد.

## الخدمات
بدأت الاستعدادات لجنازة أتاتورك الحكومية التي نظمها كبار المسؤولين. ومع ذلك، لم يتم اتخاذ أي قرار بعد بشأن المثوى الأخير. في اليوم التالي في 11 نوفمبر، عقد البرلمان في أنقرة وانتخب عصمت إينونو كرئيس جديد.

### صلاة الجنازة
لم تكن هناك خدمة جنازة دينية متوقعة في البداية. ومع ذلك، أصرت شقيقته مقبولة أتادان، التي بقيت في القصر لعدة أيام، على إقامة جنازة دينية في مسجد، كما هو الحال عادة، قبل نقل جثة شقيقها إلى أنقرة. ثم أقنعتها رئيسة الشؤون الدينية رفعت بوريكتشي بأنه يجوز أيضا إقامة جنازة إسلامية خارج المسجد.
تم إجراء صلاة الجنازة في الساعة 08:10 بالتوقيت المحلي صباح يوم 19 نوفمبر من قبل شرف الدين يالتكايا، مدير معهد الدراسات الإسلامية. خلال الشعائر الدينية، لم يُسمح بالصور. وحضر صلاة الجنازة أشخاص كانوا على مقربة منه، وبعض الجنرالات والمسؤولين الدينيين، وخدم القصر، والحافظ الرائد ياشار أوكور، الذين خدموا مع أتاتورك لمدة خمسة عشر عاما.

### نقل إلى العاصمة
عقب صلاة الجنازة، أخرج نشاء أتاتورك من قصر دولماباهتشي، ووضع على مقصورة تجرها الخيول وأحضر أمام موكب إلى حديقة غولهان. من Seraglio Point، قام قارب طوربيد بإعادة توجيهه إلى الطراد ياووز. راففت سفن البحرية التركية والسفن الأجنبية ياووز مع نعش أتاتورك على متنها حتى قبالة بويوك آدا. ثم حمل ياووز جثة أتاتورك إلى إزميت.
وفي وقت لاحق، تم نقل النعش أتاتورك إلى قطار جنازة في إزميت الذي جلبه إلى أنقرة يصل في اليوم التالي في 20 نوفمبر. وفي أنقرة، حضر كل من الرئيس عصمت إينونو، رئيس البرلمان عبد الخالق رندا، ورئيس الوزراء جلال بايار، ووزراء الحكومة، ورئيس الأركان العامة المشير فوزي تشاكماك، والضباط الرفيعي المستوى وأعضاء البرلمان، أثناء وصول قطار الجنازة إلى محطة أنقرة المركزية.